# Frappe (beignet corse)
Pour les articles homonymes, voir Frappe (homonymie).
Les frappes (en corse : frappi au singulier, frappa au pluriel) sont des pâtisseries corses. Il s’agit de beignets sucrés qui constituent la pâtisserie de rigueur que l’on consomme dans beaucoup de circonstances : baptêmes, mariages, fêtes politiques et d’une manière générale chaque fois qu’un événement heureux se fête avec un grand nombre de participants. Elles sont alors fabriquées en grande quantité et servies après les charcuteries, accompagnées de vin. 
Elles sont aussi consommées à Mardi gras.
Elles peuvent être parfumées au pastis, au citron ou à l'orange.